# Daytime Emmy Awards
Pour les articles homonymes, voir Emmy Awards.
Les Daytime Emmy Awards sont des récompenses télévisuelles américaines décernées chaque année  aux programmes diffusés en journée (day-time) par l'Académie nationale des arts et des sciences de la télévision, laquelle remet aussi les Sports Emmy Awards, News Emmy Awards et Documentary and Public Service Emmy Awards.
Deux autres catégories d'Emmys sont remises parallèlement : les Primetime Emmy Awards par l'Académie des arts et des sciences de la télévision (Academy of Television Arts & Sciences) et les International Emmy Awards par l'Académie internationale des arts et des sciences de la télévision (International Academy of Television Arts & Sciences).

## Daytime Emmy Awards

### Programmes
- Meilleure série télévisée dramatique (Outstanding Drama Series)
- Meilleure série télévisée dramatique numérique (en) (Outstanding Digital Daytime Drama Series)
- Meilleur jeu télévisé (en) (Outstanding Game Show)
- Meilleur débat télévisé (en) (Outstanding Talk Show) (1974–2007)
  - Meilleur débat télévisé de divertissement (en) (Outstanding Talk Show Entertainment)
  - Meilleur débat télévisé d'information (en) (Outstanding Talk Show Informative)
- Meilleure émission télévisée juridique/judiciaire (en) (Outstanding Legal/Courtroom Program)
- Meilleure émission télévisée matinale (en) (Outstanding Morning Porgram)
- Meilleure émission télévisée culinaire (en) (Outstanding Culinary Program)
- Meilleur magazine d'information sur le monde du divertissement (en) (Outstanding Entertainment News Program)
- Meilleur programme spécial (en) (Outstanding Special Class Special)
- Meilleure performance musicale dans une émission télévisée (en) (Outstanding Musical Performance in a Daytime Program) (2015-2019)
- Meilleure série télévisée pour enfants en âge préscolaire (Outstanding Pre-School Children's Series)
- Meilleure série télévisée pour enfants (Outstanding Children's Series)
- Meilleur programme spécial pour enfants/adolescents/famille (Outstanding Children/Youth/Family Special)
- Meilleur programme d'animation pour enfant (Outstanding Children's Animated Program)
- Meilleur programme spécial d'animation (Outstanding Special Class Animated Program)
- Meilleure émission quotidienne (Outstanding Lifestyle Show)

### Performances
- Meilleur acteur dans une série télévisée dramatique (Outstanding Lead Actor In A Drama Series)
- Meilleure actrice dans une série télévisée dramatique (Outstanding Lead Actress In A Drama Series)
- Meilleur acteur dans un second rôle dans une série télévisée dramatique (en) (Outstanding Supporting Actor In A Drama Series)
- Meilleure actrice dans un second rôle dans une série dramatique (en) (Outstanding Supporting Actress In A Drama Series)
- Meilleur jeune interprète dans une série télévisée dramatique (Outstanding Younger Performer in a Drama Series)
  - Meilleur jeune acteur dans une série télévisée dramatique (Outstanding Younger Actor In A Drama Series) (1985–2019)
  - Meilleure jeune actrice dans une série télévisée dramatique (Outstanding Younger Actress In A Drama Series) (1985–2019)
- Meilleur interprète invité dans une série dramatique (en) (Outstanding Guest Performer in a Drama Series)
- Meilleur interprète dans une série télévisée pour enfants (Outstanding Performer In A Children's Series)
- Meilleur interprète dans un programme spécial pour enfants/adolescents/famille (Outstanding Performer In A Children/Youth/Family Special)
- Meilleur interprète dans un programme d'animation (Outstanding Performer In An Animated Program)

### Présentateurs
- Meilleur présentateur de jeu télévisé (en) (Outstanding Game Show Host)
- Meilleur présentateur de débat télévisé (en) (Outstanding Talk Show Host) (1974–2014)
  - Meilleur présentateur de débat télévisé de divertissement (en) (Outstanding Entertainment Talk Show Host)
  - Meilleur présentateur de débat télévisé d'information (en) (Outstanding Informative Talk Show Host)
- Meilleur présentateur d'émission culinaire (en) (Outstanding Culinary Host)
- Meilleur présentateur d'émission sur le quotidien (Outstanding Lifestyle Show Host)

### Réalisateurs
- Meilleure réalisation pour une série télévisée dramatique (en) (Outstanding Directing for a Drama Series)
- Meilleure réalisation pour un jeu télévisé (Outstanding Directing for a Game/Audience Participation Show)
- Meilleure réalisation pour un débat télévisé (Outstanding Directing for a Talk Show)
- Meilleure réalisation pour une émission sur le quotidien (Outstanding Directing for a Lifestyle Show)
- Meilleure réalisation pour une série télévisée pour enfants (Outstanding Directing for a Children's Series)
- Meilleure réalisation pour un programme spécial pour enfants/adolescents/famille (Outstanding Directing for a Children/Youth/Family Special)
- Meilleure réalisation pour un programme spécial (Outstanding Directing for a Special Class Program)

### Scénaristes
- Meilleur scénario pour une série télévisée dramatique (en) (Outstanding Writing for a Drama Series)
- Meilleur scénario pour une série télévisée pour enfants (Outstanding Writing for a Children's Series)
- Meilleur scénario pour un programme spécial pour enfants/adolescents/famille (Outstanding Writing for a Children/Youth/Family Special)
- Meilleur scénario pour un programme spécial (Outstanding Writing for a Special Class Program)

## Creative Arts Daytime Emmys
- Direction artistique
  - Meilleure direction artistique, décoration du plateau ou design scénique
  - Meilleure direction artistique, décoration du plateau ou design scénique pour une série dramatique
- Costumes
  - Meilleure création de costumes pour une série
  - Meilleure création de costumes pour une série dramatique
- Coiffure
  - Meilleures coiffures pour une série
  - Meilleures coiffures pour une série dramatique
- Maquillage
  - Meilleurs maquillages
  - Meilleurs maquillages pour une série dramatique
- Photographie
  - Meilleure photographie à caméra unique - Vidéo ou électronique
  - Meilleure direction technique, cadrage, vidéo pour une série
  - Meilleure direction technique, cadrage, vidéo pour une série dramatique
- Lumières
  - Meilleures lumières pour une série
  - Meilleures lumières pour une série dramatique
- Montage image
  - Meilleur montage à caméra unique pour une série
  - Meilleur montage à caméras multiples pour une série
  - Meilleur montage à caméras multiples pour une série dramatique
- Montage et mixage du son
  - Meilleur montage sonore pour une série
  - Meilleur montage sonore pour une série dramatique
  - Meilleur mixage sonore pour une série
  - Meilleur mixage sonore pour une série dramatique
- Musique
  - Meilleure partition
  - Meilleure partition pour une série dramatique
  - Meilleure chanson originale
- Meilleur casting pour une série dramatique
- Meilleur design de générique